# Anoectangium impressum
Anoectangium impressum là một loài rêu trong họ Pottiaceae. Loài này được Hampe mô tả khoa học đầu tiên năm 1874.